# Louis Otho Williams
Louis Otho Williams, auch öfters als Otto (* 16. Dezember 1908 in Jackson, Wyoming; † 6. Januar 1991) war ein US-amerikanischer Botaniker. Er war Hauptkurator am Department of Botany des Chicago Natural History Museum. Sein offizielles botanisches Autorenkürzel lautet „L.O.Williams“.

## Werdegang
Williams bekam seine erste botanische Ausbildung an der University of Wyoming unter Aven Nelson. Seine Promotion erhielt er von der Washington University und dem Missouri Botanical Garden. Anschließend war er sieben Jahre Forschungsassistent am Ames Orchid Herbarium der Harvard-Universität. In dieser Zeit war er Herausgeber des American Orchid Society Bulletin.

## Werk
Während des Zweiten Weltkriegs arbeitete er einige Jahre an einem Kautschukbeschaffungsprojekt in Brasilien. Er kehrte danach nach Harvard zurück. Wenig später ging er an die Escuela Agricola Panamericana in Honduras. Er half dort unter anderem beim Aufbau eines großen Herbariums und initiierte die Zeitschrift Ceiba. Nach einer Beschäftigung für die „Plant Industry Station“ des Landwirtschaftsministeriums in Beltsville (Maryland), ging er an das Field Museum of Natural History in Chicago und wurde dort 1964 Hauptkurator des Department of Botany.
Zusammen mit Paul Carpenter Standley und Julian Alfred Steyermark schrieb er das Werk Flora of Guatemala (ab 1946). Williams war mit Terua Williams über 50 Jahre lang verheiratet. Er starb am 6. Januar 1991 im Alter von 82 Jahren an einem Herzinfarkt. Im Laufe seiner Schaffenszeit veröffentlichte Williams etwa 300 wissenschaftliche Artikel, vorwiegend über Orchideen sowie amerikanische Blüten- und Nutzpflanzen. Seine Pflanzensammlung zählte über 43.000 Exemplare, überwiegend aus den Rocky Mountains und aus Mittelamerika.

## Ehrungen
Die Pflanzengattung Williamsia Merr. aus der Familie der Rötegewächse (Rubiaceae) ist nicht nach ihm, sondern nach Robert Statham Williams (1859–1945) benannt worden. Nach Louis Otho Williams ist die Pflanzengattung Neowilliamsia Garay aus der Familie der Orchideen benannt worden.